# Fragilicetus
Fragilicetus — вимерлий рід смугачів із ранньопліоценових відкладень у Бельгії.

## Опис
Fragilicetus демонструє поєднання ознак балаеноптерид та ознак, що зустрічаються у Cetotheriidae та Eschrichtiidae.